# Bridal Veil Falls (Waikato)
Die Bridal Veil Falls (englisch für Brautschleierfälle, Maori Wairēinga) sind ein 55 Meter hoher Wasserfall am Pakoka River in der Region Waikato in Neuseeland.

## Geografische Lage
Der Wasserfall befindet sich ca. 20 km von Raglan entfernt.

## Beschreibung

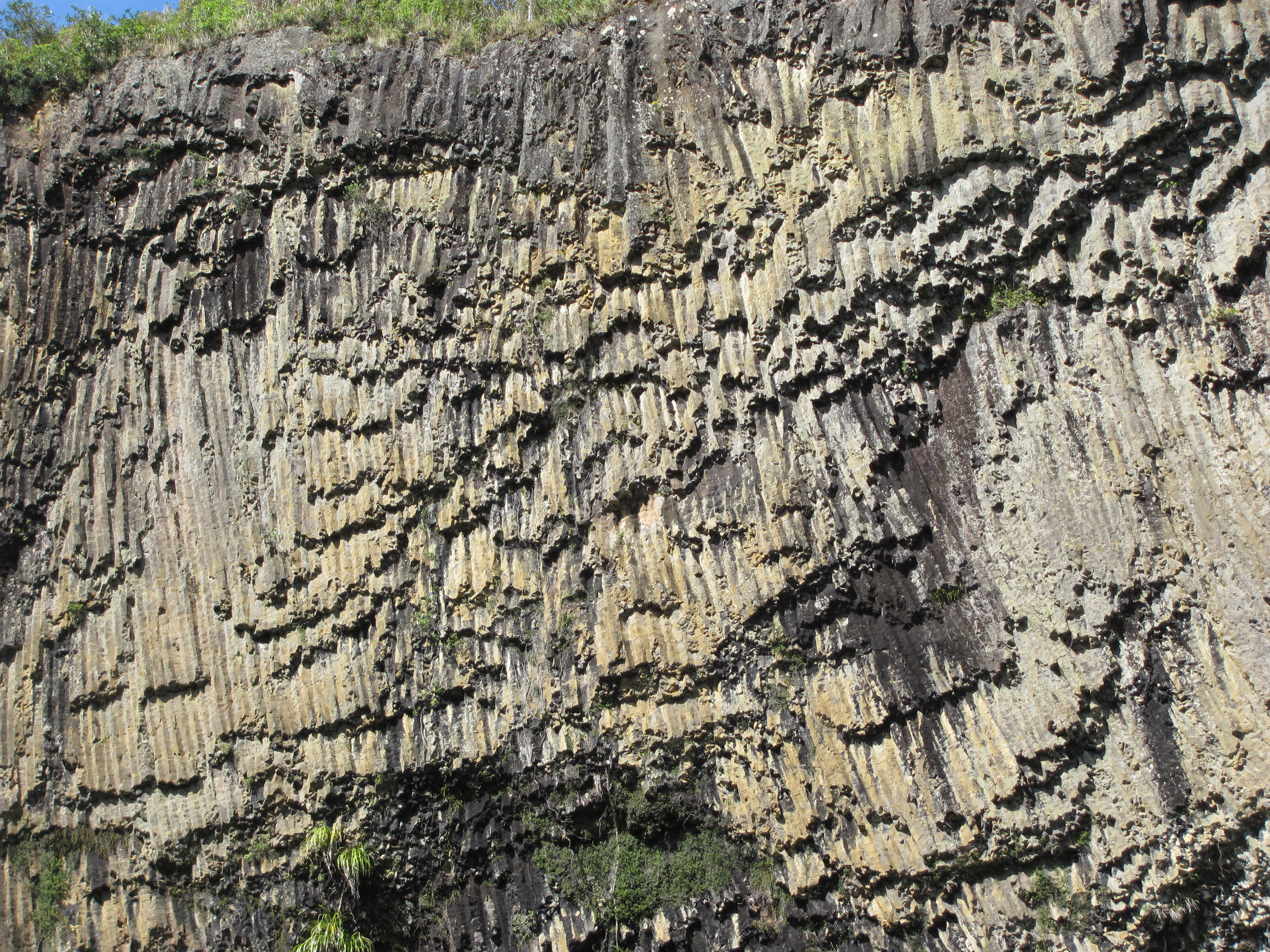
Die Formation aus Säulenbasalt

Der Fall stürzt über die Abbruchkante einer Steilwand aus Säulenbasalt in einen kleinen, 5 Meter tiefen See am Fuße der Wand. Hier befindet sich unmittelbar unter der Seeoberfläche ein großer Felsen, auf dem das auftreffende Wasser zerstäubt. Dies brachte dem Wasserfall seinen Namen ein. Der See befindet sich in einer Sandsteinformation, die wesentlich schneller erodiert ist als der Basalt, wodurch Wasserfall und See entstanden.
Der Wasserfall kann nach einem 10-minütigem Fußmarsch durch den Regenwald, der die umgebende Landschaft dominiert, erreicht werden. Hier gibt es zwei Aussichtsplattformen. Über eine Treppe an der Seite der Steilwand – unterwegs gibt es eine weitere Aussichtsplattform – kann der See fußläufig erreicht und der Wasserfall so auch von unten betrachtet werden.